# 603380 Dorisbrougham
603380 Dorisbrougham este o planetă minoră (asteroid) din centura de asteroizi. A fost descoperită pe 26 februarie 2008 la Lulin Observatory⁠(d) de . 
Obiectul prezintă o orbită caracterizată de o semiaxă mare de 2,3239169238131 UAi, o excentricitate de 0,20179972435143, o înclinație de 10,673888785523 ° în raport cu ecliptica.